# Línea 21 (Maldonado)
La línea 21 fue una línea de transporte colectivo de la ciudad de Maldonado, Uruguay.
Unía la agencia San Carlos con el puerto Punta del Este (desde la terminal del mismo balneario).

## Paradas
Al igual que varias líneas de la empresa, realizaba un recorrido variado dependiendo la estación del año.

### Ida
Agencia San Carlos, Av. Rocha, 25 de Agosto, Av. Ceberio, Carlos Seijo (ruta vieja), Ruta 39, Agencia Maldonado, Av. Batlle y Ordóñez, Bergalli, Rincón, 3 de Febrero, 18 de Julio, Terminal Maldonado, Av. Roosevelt, Av. España, Rbla. Claudio Williman, Bauprés (18), Rbla. Gral. Artigas, 2 de Febrero (10), Capitán Miranda (7). 

### Vuelta
Capitán Miranda (7), El Foque (14), Rbla. Gral. Artigas (mansa), El Remanso (20), Rbla. Claudio Williman (mansa), Av. España, Av. Roosevelt, Explanada Terminal Maldonado, Av. Roosevelt, Av. Camacho, Dodera, Av. Lavalleja, Av. Batlle y Ordóñez, Agencia Maldonado, Ruta 39, Carlos Seijo (ruta vieja), Av. Ceberio, Carlos Reyles, Av. Rocha, Agencia San Carlos.

### Ida (mediados de diciembre a febrero)
Agencia San Carlos, Av. Rocha, 25 de Agosto, Av. Alvariza, Treinta y Tres, Av. Ceberio, Carlos Seijo (ruta vieja), Ruta 39, Agencia Maldonado, Av. Batlle y Ordóñez, Bergalli, Rincón, 3 de Febrero, 18 de Julio, Terminal Maldonado, Av. Roosevelt, Av. España, Rbla. Claudio Williman (mansa), Biarritz, Bvr. Artigas, Av. Francisco Salazar, Rbla. Gral. Artigas (brava), El Mesana (24), La Salina (9), 2 de Febrero (10), Capitán Miranda (7).

### Vuelta (mediados de diciembre a febrero)
Capitán Miranda (7), Rbla. Gral. Artigas (brava), Resalsero (26), Rbla. Gral. Artigas (brava), Av. Francisco Salazar, Joaquín Lenzina, Rbla. Claudio Williman (mansa), Av. España, Av. Roosevelt, Explanada Terminal Maldonado, Av. Roosevelt, Av. Camacho, Dodera, Av. Lavalleja, Av. Batlle y Ordóñez, Agencia Maldonado, Ruta 39, Carlos Seijo (ruta vieja), Av. Ceberio, Carlos Reyles, Av. Rocha, Agencia San Carlos.